# Othresypna plaga
Othresypna plaga là một loài bướm đêm trong họ Noctuidae.